# Eforie
Eforie város Constanța megyében, Dobrudzsában, Romániában. Két települést foglal magában, melyek egymás mellett, összenőve helyezkednek el a Fekete-tenger partján: Eforie Nord (Észak Eforie) és Eforie Sud (Dél Eforie). Eforie Nord a tulajdonképpeni város, míg Eforie Sud a hozzá tartozó falu. Eforie a második legnagyobb tengerparti üdülőközpont a román tengerparton, Mamaia után.

## Fekvése

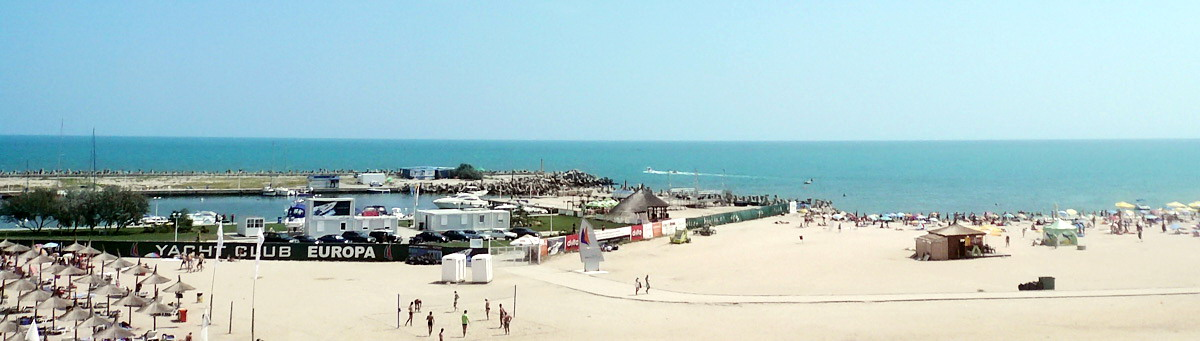
Tengerpart

A települést nyugaton a Techirghiol-tó, keleten a Fekete-tenger, míg északon Agigea városa határolja. A megyeközponttól, Constanțától 14 km-re délre található.

## Története
1878-ban, miután Dobrudzsa Románia fennhatósága alá került, a román állam Mihail Kogălniceanunak adományozta ezt a területet. Halála után, 1894-ben örökösei Ioan Movilă moldovai bojárnak adták el a birtokot. Ő döntötte el, hogy a Fekete-tenger és a Techirghiol-tó között egy szállodát hoz létre. 1899. szeptember 20-án a Movilă Hotel alapkövének letételével a Fekete-tenger partján létrejött a Techirghiol-Movilă üdülőközpont. Ez volt az első tengerparti turistaközpont Dobrudzsában.
A település neve a két világháború között Carmen Sylva (Erzsébet román királyné írói álneve) volt, majd 1950-től Vasile Roaită (állítólagos kommunista hős). 1962-től használják mai nevét.

## Lakossága
| 1930 | 1948  | 1956  | 1966  | 1977  | 1992  | 2002  |
| 872  | 1.503 | 3.286 | 6.617 | 9.507 | 9.316 | 9.465 |

A nemzetiségi megoszlás a következő:
| 2002      | 2002 | 2002   |
| --------- | ---- | ------ |
| Románok   | 8587 | 90,72% |
| Tatárok   | 395  | 4,17%  |
| Törökök   | 212  | 2,23%  |
| Romák     | 177  | 1,87%  |
| Magyarok  | 37   | 0,39%  |
| Lipovánok | 19   | 0,20%  |
| Lengyelek | 11   | 0,11%  |
| Örmények  | 8    | 0,08%  |
| Németek   | 6    | 0,06%  |
| Ukránok   | 3    | 0,03%  |
| Görögök   | 2    | 0,02%  |
| Olaszok   | 1    | 0,01%  |
| Egyéb     | 7    | 0,07%  |
| Összesen  | 9465 | 100,0% |

## Turizmus
A pihenni vágyók számára kialakított tengerpart 5 km hosszú, szélessége 20 és 100 méter között váltakozik.
Eforie Nordon öt négy csillagos szálloda (Britannia I, Europa, Vila Alexandra, Vila El Stefanino, Vila Acapulco), tizenkilenc három csillagos (Hotel Apollo, Hotel Union, Hotel Philoxenia, Vilele Angely, Hotel Astoria, Hotel Roxy & Mario, Vila Elena, Vila Coralia, Vila Green Place, Vila Azaleea, Minihotel Dynes, Vila Lucia, Vila Belu, Vila Ancora, Vila Colonia, Vila Casa cu Lei, Vila Green House, Hotel Britania 2, Hotel Berlin) valamint 48 két csillagos és 24 egy csillagos szálloda van.

## Híres emberek
- Andreea Bănică (Eforie, 1978. június 21. –): román énekesnő.